# Hermandad del Caído (Córdoba)
La Pontificia, Real, Carmelitana, Venerable e Ilustre Hermandad y Cofradía de Nuestro Padre Jesús Caído y Nuestra Señora del Mayor Dolor en su Soledad, es una Hermandad de culto católico de la ciudad de Córdoba. Tiene su sede canónica en la  Iglesia Conventual de San José (San Cayetano), y realiza su Estación de Penitencia  en la tarde-noche del Jueves Santo.
Es conocida popularmente como la Hermandad de los Toreros de Córdoba, apelativo que mantiene en la actualidad ya que diversos diestros y subalternos tanto de la ciudad como de fuera de ella son hermanos de la corporación y acompañan el paso del Señor en su salida procesional. De hecho, tal ha sido la vinculación de la corporación con el mundo taurino, que hasta dos matadores como Lagartijo y Manolete, han ostentado el cargo de hermano mayor.

## Historia
La fundación de la Hermandad tuvo lugar en el año 1765, en torno a una imagen cristífera que había sido donada al convento por el canónigo catedralicio Francisco Bañuelos y Murillo hacia 1676, cuya primera salida procesional aconteció el Jueves Santo de 1779. Ésta estuvo marcada por la influencia de la Ilustración: los hermanos visten túnicas moradas sin cubrerrostros y portan cirios. Las imágenes del Señor y la Virgen parten de San Cayetano hacia las tres de la tarde camino de la Catedral, abriendo la procesión la cruz guiona; regresando antes del anochecer.
A finales del siglo XVIII, la Hermandad ya se había convertido en una de las más importantes de la ciudad, aunque ésta no procesionó durante el periodo de la Invasión Francesa. La salida de España de los franceses y el regreso de los Carmelitas a la sede canónica en 1813, recuperan la normalidad para la Hermandad, la cual siguió saliendo cada Jueves Santo hasta 1818. Precisamente, este estuvo marcado por un enfrentamiento durante la procesión, que dejó a las imágenes abandonadas en la calle, teniendo que ser los frailes quienes tuvieron que llevarlas de vuelta al convento. Este hecho conllevó la disolución de la corporación por parte del Obispo Trevilla, encargándose al año siguiente de la procesión el Colegio de Escribanos.
Sin embargo, la prohibición de los desfiles procesionales y la implantación de la Procesión Oficial del Santo Entierro mediante el Decreto del Obispo Trevilla en 1820, impidieron que las imágenes volvieran a procesionar hasta 1849, año en el que la talla de Jesús Caído participaría en la Procesión Oficial gracias a la mediación del Ayuntamiento, quien trataba de impulsar de nuevo la celebración de los desfiles procesionales. Precisamente, la reorganización de la Hermandad tendría lugar en 1851, incorporando al año siguiente la imagen de la Virgen a la Procesión Oficial. Sería en 1859 cuando el Obispo Alburquerque decidiría reducir el número de pasos que participaban en dicha procesión, lo que traería consigo una nueva época de decadencia, llegando a plantearse la idea de transformarse en Hermandad Sacramental. No obstante, a partir de 1874 se produciría una revitalización de la Hermandad, volviendo ésta a realizar su Estación de Penitencia, como la primitiva Hermandad, en la tarde-noche del Jueves Santo. 

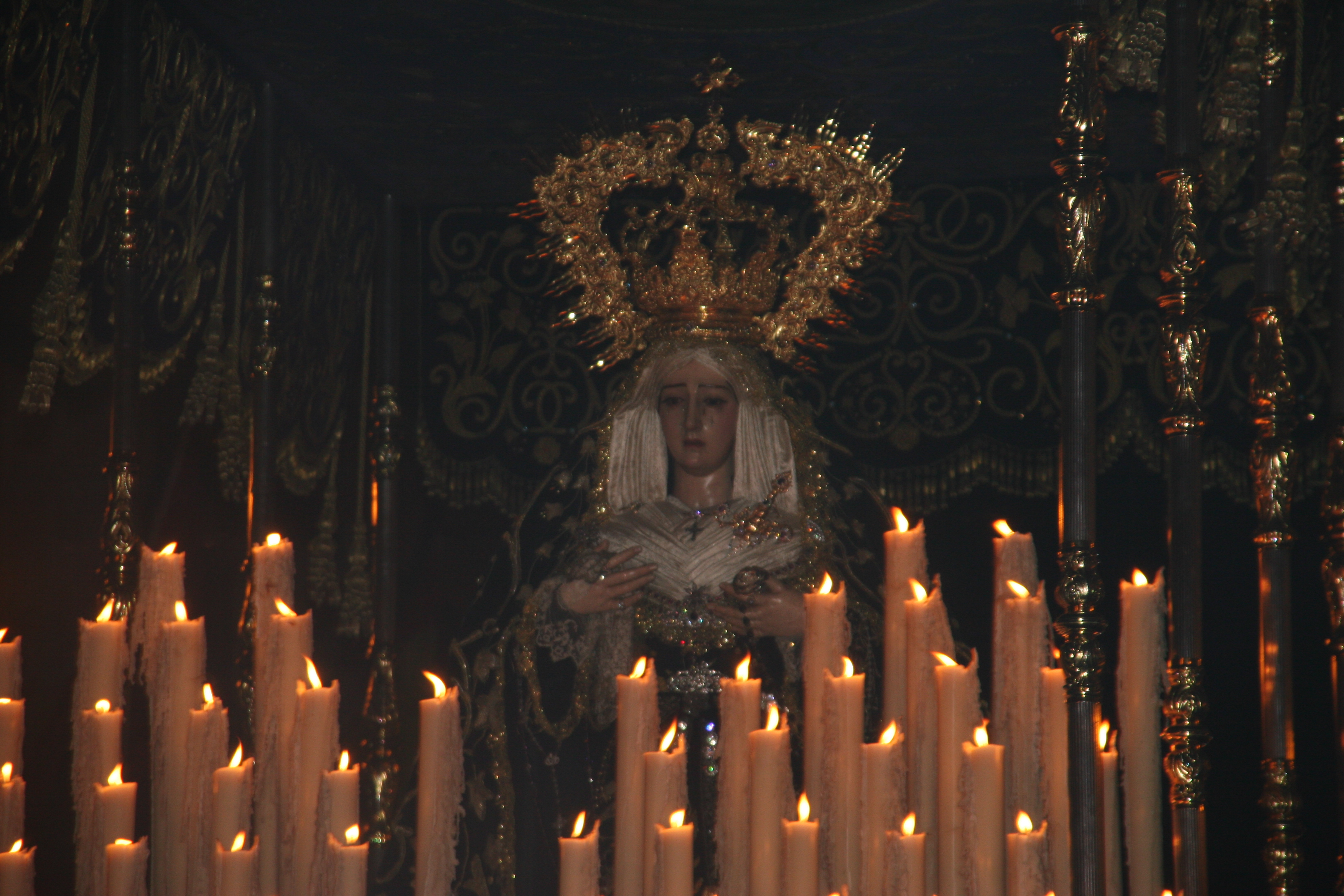
Nuestra Señora del Mayor Dolor en su Soledad sobre su paso de palio.

Los años veinte del siglo XX trajeron la vinculación de la corporación con personajes de la alta sociedad cordobesa, lo que permitió el enriquecimiento de su patrimonio material. Tras un paréntesis durante la II República y la Guerra Civil, se produce un notable crecimiento de la corporación, que se ve reflejado en el número de hermanos, la realización de nuevos faroles para el paso del Caído o los bordados del palio. Los años restantes de dicho siglo trajeron la incorporación de los hermanos costaleros, así como varios intentos de mejorar la solvencia económica de la Cofradía.  De este periodo se fortalecerían los lazos de la Hermandad con personalidades del mundo de la torería, llegando algunos a ocupar distintos cargos de las Juntas de Gobierno. Incluso, dos de los matadores más reconocidos como Lagartijo y Manolete, ocuparon la distinción de hermano mayor. De hecho, diferentes causas relacionadas con la Hermandad fueron financiadas a través de la celebración de festivales taurinos.
Durante el año 2015 se celebró el 250.º Aniversario Fundacional, destacando la procesión extraordinaria que se llevó a cabo el 26 de septiembre de dicho año. Ambas imágenes partieron de la Mezquita Catedral hacia su templo tras celebrar una misa en la capilla de Villaviciosa. Para la ocasión contaron con el acompañamiento de la Banda de Cornetas y Tambores de las Cigarreras y la Banda de Música de la Oliva de Salteras.

## Imágenes Titulares

### Nuestro Padre Jesús Caído

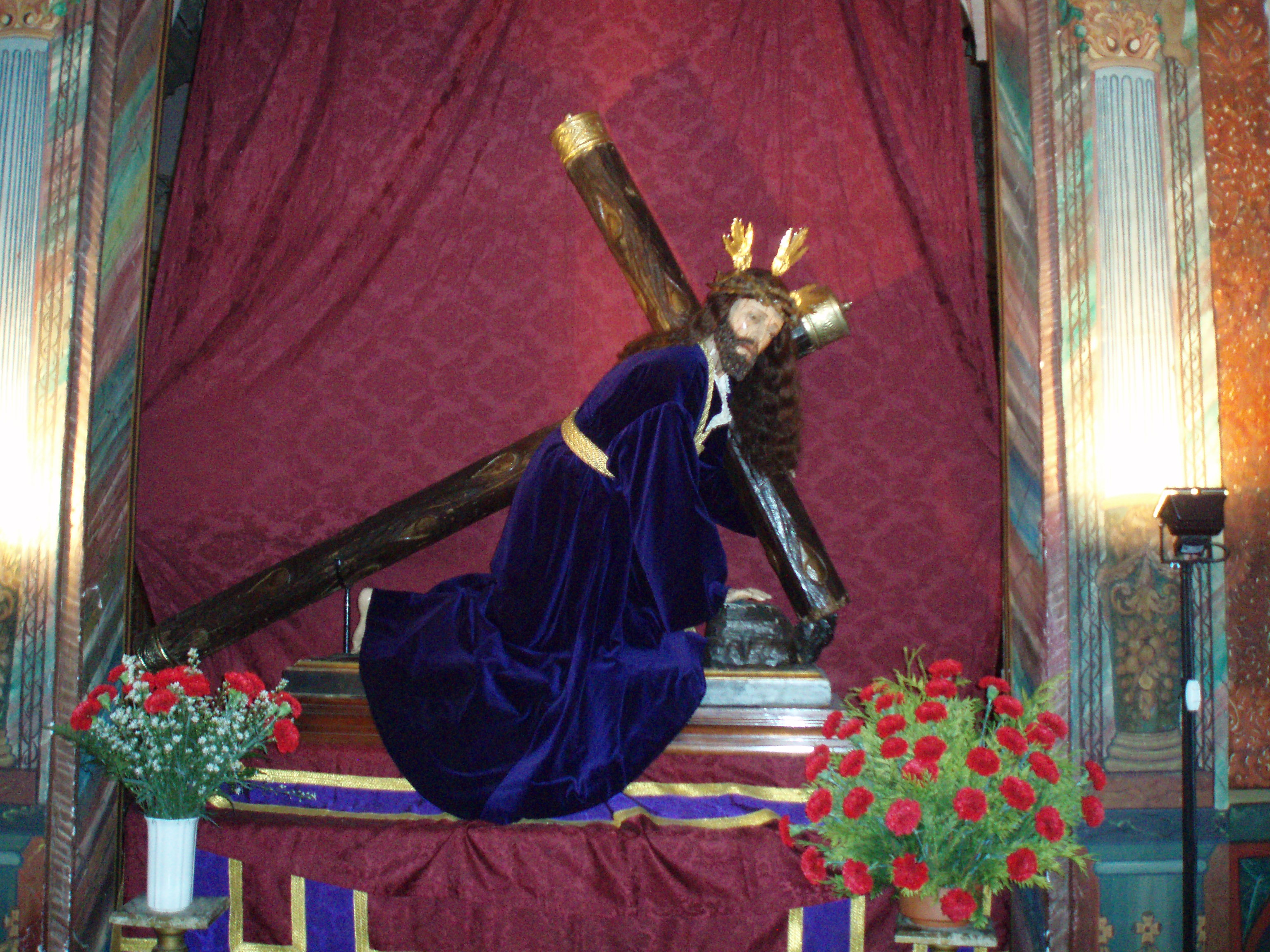
Nuestro Padre Jesús Caído en su capilla.

Es una obra de mediados del siglo XVII, obra anónima, siendo posteriormente restaurado en 1979 por Miguel Arjona Navarro, y en 2017 por Enrique Ortega y Rosa Cabello.
Se trata de una imagen de Jesús cargando con la Cruz a cuestas camino del Calvario, de rodillas, y apoyando su mano derecha sobre una piedra, mientras que con la otra sustenta el madero. Iconográficamente, representa una de las tres caídas del Señor camino del Gólgota, ya que en su conjunto aún no presenta el tradicional Simón de Cirene que le ayudaría a cargar con la Cruz después de que cayera por tercera vez. Su cabeza se muestra girada levemente hacia la derecha, dejando caer una melena de cabello natural, que oculta la original tallada.
Procesiona sobre un paso diseñado y tallado por Rafael Valverde Toscano en 1943, siendo éste realizado en caoba, y en el que destacan las lacerías, dragones y medallones con motivos vegetales y escudos enmarcados entre frisos y columnas. En 1948, Rafael Valverde realiza una peana con el fin de elevar la altura de la imagen; en 1956 se colocan unas gualdrapas moradas con sus borlas, y dos años después se tallan cuatro dragones para soporte de los nuevos faroles, sustituyendo a los cuatro hachones eléctricos. Al año siguiente, Rafael Valverde restaura el armazón, siéndole incorporados dos ángeles tallados y unos medallones dorados. Finalmente, en 1971 Andrés Valverde dora varias piezas del paso.
No será hasta 1979 cuando el paso de Jesús Caído reciba nuevas modificaciones, en esta ocasión con motivo de su primera salida a hombros de costaleros, lo que supone sustituir las ruedas anteriores por la estructura necesaria de travesaños. Finalmente, Andrés Valverde volvería a restaurar el paso en 1999, renovando el armazón y partes no visibles del mismo.

### Nuestra Señora del Mayor Dolor en su Soledad

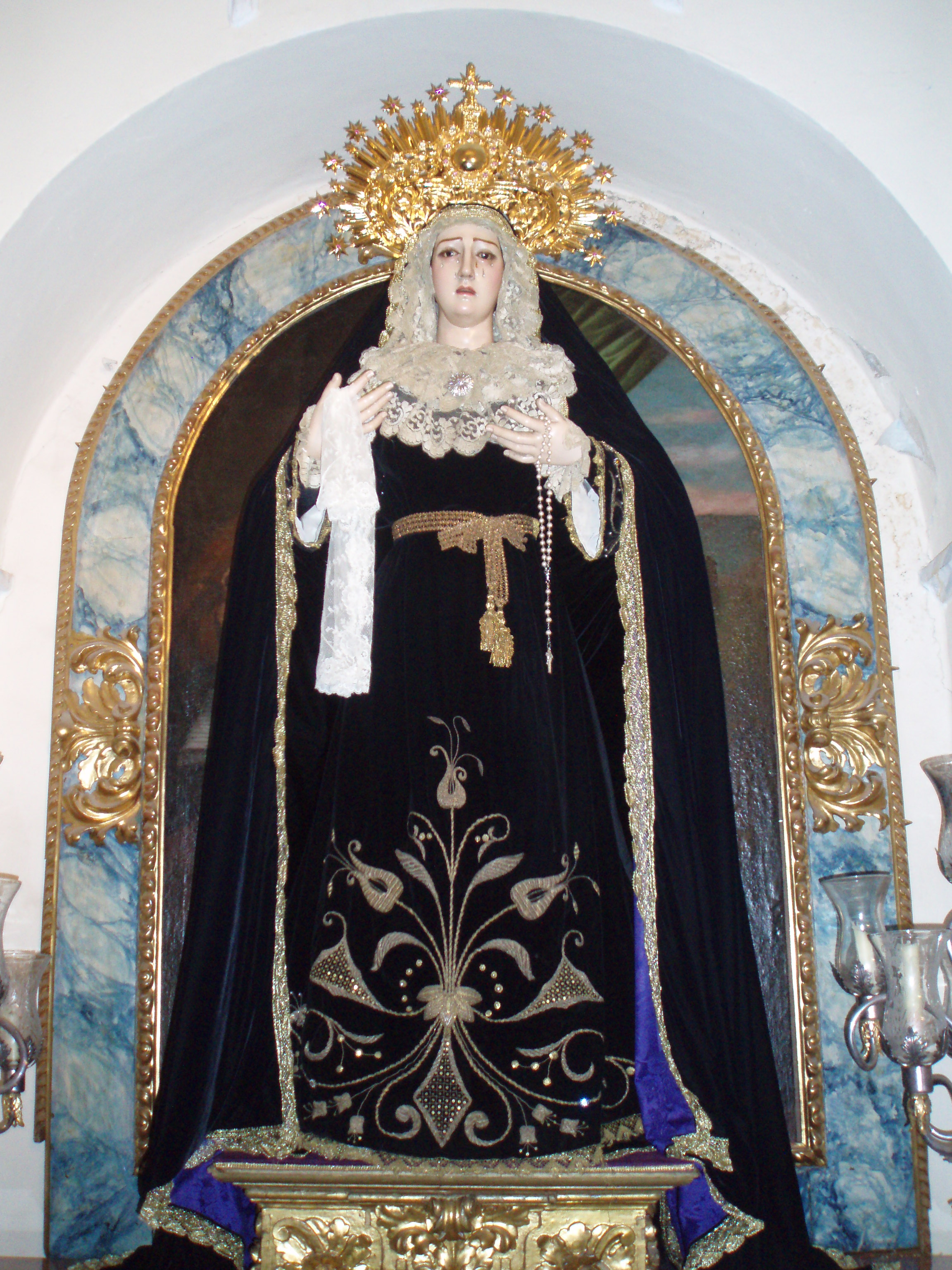
Nuestra Señora del Mayor Dolor en su Soledad en su capilla.

Es una dolorosa de candelero de vestir tallada en el primer tercio del siglo XVIII por un autor anónimo. Presenta una mirada baja y ojos enrojecidos..
Procesiona sobre un paso de palio de grandes dimensiones, cuyo bordado fue encargado a las monjas del Convento de Santa Isabel, ya que éstas poseían los dibujos del manto de la Virgen, por lo que podrían armonizar manto y palio. En 1950 se presenta el frontal, donde se aprecia el escudo de la Hermandad orlado por un minucioso y artístico bordado. Al año siguiente sería estrenada el techo del palio, el cual representa la Asunción de María. Las fases de bordado de las bambalinas prolongan durante años su ejecución, siendo concluidas completamente en 1976. Entre los años 1991 y 1992, Antonio Muñoz llevaría a cabo el bordado de la cara interna de las bambalinas, siguiendo la línea marcada por las religiosas, y en 1993 se adquieren doce cordones con borlas que sustituyan a los anteriores.
Para la realización de los varales por parte de Rafael León Rodríguez, de alto coste, se solicití la colaboración de múltiples personalidades, privadas y públicas, lográndose la respuesta positiva de: Angustias Sánchez, marquesa de Zarreal, viuda de Bernardo Alba, Rafael Gálvez, Carbonell, Francisco Franco, Rafael Soria, Baldomero Moreno, hermanos Repullo Campos, Benito Arana, José Escriche y Máximo Torrent. Los nombres de estas personalidades figuran en las bases de los varales.
En el año 2023, el cabildo de hermanos aprobó la reforma del paso de palio, dándole una nueva proporcionalidad. Los bordados fueron restaurados y pasados a nuevo terciopelo, todo ello realizado por el taller de Juan Rosén, de Málaga. La Gloria del palio se sustituyó por una pintura de la Virgen del Carmen con Santa Teresa, obra de Juan Manuel Ayala. Los respiraderos fueron reformados por el taller de carpintería Juan Pérez, recuperando el diseño de Manuel Seco en 1930. El proyecto de reforma al completo es obra de D. Rafael de Rueda.

## Música
- Primer paso. Banda de Cornetas y Tambores Nuestro Padre Jesús Caído y Nuestra Señora de la Fuensanta (Córdoba)
- Segundo paso. Banda de Música María Santísima de la Esperanza (Córdoba)

### Patrimonio Musical

#### Para Cornetas y Tambores
- ”Jesús Caído”. Miguel Ángel Melguizo Gómez, 1996.
- ”Caído”. Francisco Ortiz Morón, 2018.
- ”Caído en tu Soledad”. Rafael Cabanillas, 1997.
- ” Reina y Señora ”. Rafael y Juan Luis Cabanillas, 1998.
- ” Al caído de San Cayetano ”. Josefa Martos, 2000.
- ” Soledad de María ”. Javier Aguilera, 2002.
- ” Bajo el Cielo Cordobés ”. Rogelio Conesa y Juan Luis Cabanillas, 2002.
- ” Cornetas de Cristal ”. Rogelio Conesa, 2002.
- ” Recuerdos del Albero ”. Esteban Torres, 2004.
- ” Torero y Señor ”. José Manuel Hernández y José Antonio Sánchez, 2004.
- ” Padre, tres veces te has caído ”. Francisco Camacho, 2010.
- ” Al Señor de los Califas ”. Francisco Camacho, 2013.
- ” Nuestro Padre Jesús Caído”. Francisco González Cubero.

#### Para Banda de Música
- ”Jesús Caído”. Enrique Báez Centella, 1955.
- ” Soledad en Jueves Santo”.  Francisco Conde Magán, 1996.
- ” Soledad en su Mayor Dolor”.  Manuel Alva Rubio, 2007.
- ” Ntra. Sra. del Mayor Dolor en su Soledad”. Francisco González Cubero.

#### Otras Composiciones
- ”Gloria de Santa Marina”.  Pasodoble de Antonio Hurtado Torres, 2022.[8]

## Paso por la Carrera Oficial
| Predecesor: La Caridad | Orden de entrada en la carrera oficial (Jueves Santo) Tercer lugar | Sucesor: La Cena |